# Eiga monogatari
Eiga monogatari (jap. 栄花物語; Opowieść o rozkwicie) – powstała w okresie Heian japońska kronika historyczna z gatunku rekishi-monogatari (opowieści historyczne pisane  w XI i XII wieku w języku japońskim w odróżnieniu od wcześniejszych kronik tworzonych w języku chińskim) obejmująca czasy od panowania cesarza Uda (887–897) do początków panowania cesarza Horikawy (1087–1107). Liczący 40 zwojów utwór został spisany w całości sylabicznym alfabetem hiragana.

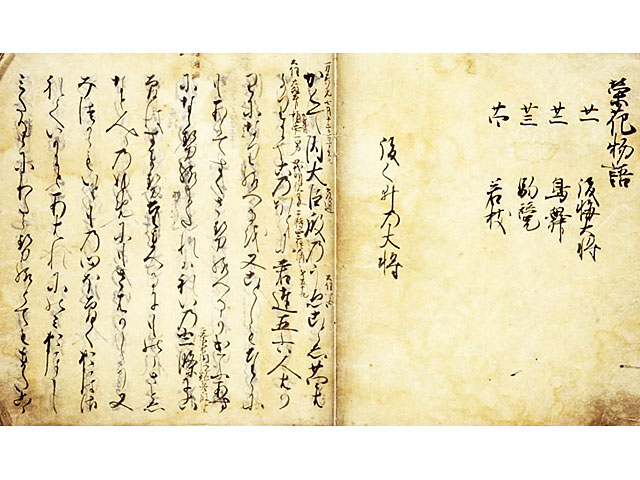
Rękopis Eiga monogatari z okresu Kamakura

Utwór składa się z dwóch części, z których pierwsza powstała w 1030 roku, druga około 1092. Za autora pierwszej uchodzi Akazome Emon lub Tamenari Fujiwara, drugą napisał przypuszczalnie Dewa no Ben. Zawarta w Eiga monogatari treść podkreśla potęgę rodu Fujiwara, zwłaszcza kanclerza Michinagi Fujiwary (966–1028). Ułożony chronologicznie materiał historyczny uzupełniony został fragmentami pamiętników, stanowiącymi cenny dokument do poznania życia i obyczajów dworskich opisywanego okresu.